# 몬타구토
몬타구토(이탈리아어: Montaguto)는 이탈리아 캄파니아주 아벨리노도의 코무네다.